# Scrophularia nudata
Scrophularia nudata är en flenörtsväxtart som beskrevs av Francis Whittier Pennell. Scrophularia nudata ingår i släktet flenörter, och familjen flenörtsväxter. Inga underarter finns listade i Catalogue of Life.